# Per Carlén
Per Carlén (nacido el 19 de noviembre de 1960 en Karlstad, Suecia) fue un jugador de balonmano y actualmente entrenador. Ha sido comentarista de televisión en su país natal. 
Per Carlén está casado con Meka y tiene tres hijos. Su hijo Oscar Carlén (nacido en 1988) juega en la selección de balonmano sueca. 
El jugador zurdo celebró sus mayores éxitos deportivos en los años 80 y años 90 con la selección sueca.
Per Carlén se convertía en 1990 en campeón del mundo con la selección sueca, venciendo por 27:23 en la final sobre Rusia. Con 32 goles conseguidos durante este torneo, fue el segundo máximo goleador de su equipo tras Magnus Wislander. Conseguiría cuatro años más tarde en Portugal el Campeonato Europeo.

## Trayectoria como jugador
- HK Drott Halmstad
- IF Hellton (-1982)
- IK Heim Mölndal (1982-1983)
- HP Warta (1983-85)
- BM Granollers (1985-89)
- Atlético de Madrid (1989-91)
- Ystads IF (1991-00)

## Trayectoria como entrenador
- TSV St. Otmar St. Gallen (2006-2007)
- HK Malmö (2007-2008)
- SG Flensburg-Handewitt (2008-2010)
- HSV Hamburg (2011)
- Bjerringbro-Silkeborg (2013-2014)

## Palmarés individual
- Mejor pivote de los Juegos Olímpicos de Barcelona 1992

## Palmarés selección
- 329 partidos con la selección de Suecia
- 1032 goles con la selección de Suecia

## Palmarés clubes
- 1 liga Sueca: 1991-92